# 4-я стрелковая дивизия (2-го формирования)
4-я стрелковая Бежицкая Ордена Суворова дивизия; формирования 1943 года) — воинское соединение (стрелковая дивизия) РККА в Великой Отечественной войне.

## История дивизии
Сформирована 12 марта 1943 года в Московском военном округе в Подмосковье в Загорске.
В действующей армии: с 12 июля 1943 по 23 марта 1944 года и 5 апреля 1944 по 9 мая 1945 года.
На 3 августа 1943 года располагалась в 7 километрах восточнее и юго-восточнее Хвастовичи. 13 августа 1943 года восточнее Стайки. 18 августа 1943 года западнее населённого пункт Николаевка. 22 августа 1943 года у Скурынска.
Участвовала в Брянской наступательной операции. До 10 сентября 1943 года вела бои за освобождение населённых пунктов Буда, Рассвет, Куликово. 10 сентября 1943 года дивизия вышла на лесную дорогу к железнодорожному узлу Брянск-1. Первым продвигался 101-й стрелковый полк. В течение ночи по заминированной дороге полк вышел к станции Брянск-1, потеряв 18 бойцов, подорвавшихся на минах. 39-й и 220-й стрелковый полки действовали правее и двигались к Бежице. На подступах к Бежице стрелковые полки сосредоточились вдоль левого берега реки Болва со стороны Крыловки и Самары-Радицы. Это был трудный болотистый участок, где было невозможно ни укрыться, ни окопаться. С 11 на 12 сентября первым начал атаку 220 стрелковый полк, но, понеся большие потери, отошёл. Погиб весь 3-й батальон полка вместе с его командиром, всего 70 человек. В ночь с 15 на 16 сентября поступил приказ командира дивизии форсировать Болву и окопаться на подступах к Бежице, чтобы утром при поддержке артиллерии взять город. С наступлением рассвета 17 сентября, после налёта штурмовой авиации и мощной артподготовки всех видов артиллерии, пехота пошла в атаку. 39-й стрелковый полк овладел северной частью города и вышел на его юго-западную окраину, 101-й стрелковый полк в 4 часа утра атаковал гитлеровцев с востока и центральной части города и в дальнейшем вышел на его восточную окраину, 220-й стрелковый полк атаковал немцев с юго-восточной части города, ведя бои непосредственно на развалинах завода «Красный Профинтерн», и вышел к переправе через реку Десна на Городище. К вечеру 17 сентября бои утихли. Бежица была освобождена от немецко-фашистских захватчиков. В боях за освобождение Бежицы и прилегающих посёлков погибло более 700 бойцов. За мужество и доблесть в боях за освобождение Бежицы были награждены орденами и медалями 640 человек, а дивизия получила наименование Бежицкой.
Принимала участие в Гомельско-Речицкой наступательной операции. Дивизия форсировала реку Сож севернее Гомеля, 26 ноября 1943 года освободила Гомель, 27 ноября 1943 года Буда-Кошелёво. В дальнейшем освобождала земли Буда-Кошелёвского и Жлобинского районов Гомельский области. 15 декабря 1943 года занимала позиции вдоль железной дороги Жлобин — Калинковичи.
27 апреля 1944 года вела бои за деревню Ставек.
Принимала участие в Люблин-Брестской операции. 21 июня 1944 года преодолела реку Турья у села Блаженик. 18-19 июля 1944 года повторно форсировала реку Турья у деревни Туричаны. 24 июля 1944 года заняла населённый пункт Зосинек. 30-31 июля 1944 года форсировала реку Висла, создав ложные плацдармы у деревни Калишаны и у населённого пункта Садковице. 5 августа 1944 года принимала участие в переправе через Вислу на захваченные ранее плацдармы.
Участвовала в Варшавско-Познанской операции. 14 января 1945 года начала наступление с Пулавского плацдарма. 31 января 1945 года частью сил освободила польский город Швибус. 4 февраля 1945 года переправилась через Одер в районе Франкфурта-на-Одере. 8 февраля 1945 года вела бои на участке железной дороги Франкфурт-на-Одере — Реппен.
16 апреля 1945 года с началом Берлинской стратегической операции дивизия перешла в наступление и, прорвав оборону противника на своём левом фланге и свертывая его оборону к северу к исходу дня продолжала бой на рубеже: северо-восточные и восточные скаты высоты 66,3; исключительно Мальнов. В ходе боёв противник оставлял заминированными, оставляемыми им блиндажи и землянки. 18 апреля 1945 года пятеро бойцов 39-го стрелкового полка дивизии, подорвались на мине в захваченной накануне землянке. 21 апреля 1945 года дивизия вела бои в районе населённого пункта Лицеи, 25 апреля 1945 года вышла к предместьям Берлина. С 10 по 30 апреля 1945 года дивизия потеряла убитыми и ранеными 1103 человека. 9 мая 1945 года дивизия встретила на Эльбе у города Магдебург.
Расформирована согласно директиве Ставки ВГК № 11095 командующему войсками 1-го Белорусского фронта «О переименовании фронта в группу советских оккупационных войск в Германии и её составе» от 29 мая 1945 года. Войска дивизии обращены на доукомплектование формирований группы.

## Подчинение
| Дата       | Фронт (округ)            | Армия      | Корпус (группа)        | Примечания |
| ---------- | ------------------------ | ---------- | ---------------------- | ---------- |
| 01.04.1943 | Московский военный округ | -          | -                      | -          |
| 01.05.1943 | Московский военный округ | -          | -                      | -          |
| 01.06.1943 | Резерв Ставки ВГК        | 11-я армия | -                      | -          |
| 01.07.1943 | Резерв Ставки ВГК        | 11-я армия | -                      | -          |
| 01.08.1943 | Брянский фронт           | 11-я армия | -                      | -          |
| 01.09.1943 | Брянский фронт           | 11-я армия | 46-й стрелковый корпус | -          |
| 01.10.1943 | Брянский фронт           | 11-я армия | 53-й стрелковый корпус | -          |
| 01.11.1943 | Белорусский фронт        | 11-я армия | 25-й стрелковый корпус | -          |
| 01.12.1943 | Белорусский фронт        | 11-я армия | 25-й стрелковый корпус | -          |
| 01.01.1944 | Белорусский фронт        | 48-я армия | 25-й стрелковый корпус | -          |
| 01.02.1944 | Белорусский фронт        | 48-я армия | -                      | -          |
| 01.03.1944 | 1-й Белорусский фронт    | 48-я армия | 25-й стрелковый корпус | -          |
| 01.04.1944 | 2-й Белорусский фронт    | -          | 25-й стрелковый корпус | -          |
| 01.05.1944 | 1-й Белорусский фронт    | 69-я армия | 25-й стрелковый корпус | -          |
| 01.06.1944 | 1-й Белорусский фронт    | 69-я армия | 25-й стрелковый корпус | -          |
| 01.07.1944 | 1-й Белорусский фронт    | 69-я армия | 25-й стрелковый корпус | -          |
| 01.08.1944 | 1-й Белорусский фронт    | 69-я армия | 25-й стрелковый корпус | -          |
| 01.09.1944 | 1-й Белорусский фронт    | 69-я армия | 25-й стрелковый корпус | -          |
| 01.10.1944 | 1-й Белорусский фронт    | 69-я армия | 25-й стрелковый корпус | -          |
| 01.11.1944 | 1-й Белорусский фронт    | 69-я армия | 25-й стрелковый корпус | -          |
| 01.12.1944 | 1-й Белорусский фронт    | 69-я армия | 25-й стрелковый корпус | -          |
| 01.01.1945 | 1-й Белорусский фронт    | 69-я армия | 25-й стрелковый корпус | -          |
| 01.02.1945 | 1-й Белорусский фронт    | 69-я армия | 25-й стрелковый корпус | -          |
| 01.03.1945 | 1-й Белорусский фронт    | 69-я армия | 25-й стрелковый корпус | -          |
| 01.04.1945 | 1-й Белорусский фронт    | 69-я армия | 25-й стрелковый корпус | -          |
| 01.05.1945 | 1-й Белорусский фронт    | 69-я армия | 25-й стрелковый корпус | -          |

## Состав
- 39-й стрелковый полк
- 101-й стрелковый полк
- 220-й стрелковый полк
- 40-й артиллерийский полк
- 80-й отдельный истребительно-противотанковый дивизион
- 41-я отдельная разведывательная рота
- 7-й сапёрный батальон
- 88-й отдельный батальон связи (647-я отдельная рота связи)
- 55-й медико-санитарный батальон
- 280-я отдельная рота химической защиты
- 107-я автотранспортная рота
- 272-я полевая хлебопекарня
- 168-й дивизионный ветеринарный лазарет
- 1463-я полевая почтовая станция
- 13-я полевая касса Госбанка[8]

Периоды вхождения в состав Действующей армии:
- 12 июля 1943 года — 23 марта 1944 года;
- 5 апреля 1944 года — 9 мая 1945 года.

Перечень № 5 Стрелковых, горнострелковых, мотострелковых и моторизованных дивизий, входивших в состав действующей армии в годы Великой Отечественной войны 1941—1945 гг. / А. П. Покровский. — М.: Министерство обороны, 1956. — 218 с.

## Командиры
- Воробьёв, Дмитрий Демьянович, полковник   (12.03.1943 — 13.12.1943)
- Фуртенко, Порфирий Сергеевич, генерал-майор   (14.12.1943 — 13.10.1944)
- Стенин, Владимир Филиппович, генерал-майор   (14.10.1944 — 30.12.1944)
- Киселёв, Виктор Дмитриевич, полковник   (31.12.1944 — 07.02.1945)
- Заиюльев, Николай Николаевич, полковник — (08.02.1945 — 09.05.1945)[9]

## Отличившиеся воины дивизии[10][11]
- Дураченко, Пётр Никифорович, старший сержант — командир расчета 45-мм орудия 220-го стрелкового полка.
- Иванов, Дмитрий Иванович, ефрейтор — помощник командира стрелкового взвода 220-го стрелкового полка.
- Кальченко, Николай Карпович, младший сержант — командир отделения взвода пешей разведки 101-го стрелкового полка.
- Кондратенко, Сергей Павлович, ефрейтор — связной командира 101-го стрелкового полка.
- Овсянников, Григорий Фёдорович, рядовой — стрелок 101-го стрелкового полка.
- Пешков, Николай Антонович, ефрейтор — командир отделения разведки штабной батареи 40-го артиллерийского полка.
- Рычков, Егор Павлович, рядовой — командир расчёта 45-мм орудия 220-го стрелкового полка.
- Солодов, Ефим Михайлович, сержант — командир расчёта станкового пулемёта 2-й пулемётной роты 220-го стрелкового полка.
- Харламов, Василий Ильич, младший лейтенант ― командир пулемётного взвода 220-го стрелкового полка.
- Чеботько, Михаил Ульянович капитан — командир батальона 220-го стрелкового полка,.
- Шульгин, Григорий Константинович, младший сержант — командир отделения взвода пешей разведки 101-го стрелкового полка.

## Награды
- 17 сентября 1943 года — почётное наименование «Бежицкая» — присвоено приказом Верховного Главнокомандующего от 17 сентября 1943 года за отличие в боях при освобождении города Бежица;
- 28 мая 1945 года —  Орден Суворова 2 степени — награждена указом Президиума Верховного Совета СССР от 28 мая 1945 года за образцовое выполнение боевых заданий командования в боях при прорыве обороны немцев и наступлении на Берлин и проявленные при этом доблесть и мужество.[12]

Награды полков:
- 39-й стрелковый ордена Кутузова[13] полк
- 101-й стрелковый Бранденбургский[14] полк
- 40-й артиллерийский Краснознаменный[15] полк

## Газета
Выходила газета «За Победу». Редактор — майор Лукьянович Иван Петрович (1903—1970?)